# 生化危机 枪下游魂
《生化危機 槍下遊魂》是一款由东星软件（株式会社トーセ）开发、卡普空发行的第一人称光枪射击游戏。它于2000年1月27日在日本PlayStation发行，2000年3月31日在欧洲发行，2000年8月30日在北美发行。它是《生化危机》游戏系列的衍生作品。它也是第一款第一人称视角的《生化危机》游戏，比《生化危機7》早了十七年。微软Windows版本仅在2002年9月7日在中国大陆和台湾发布。
作为《枪下游魂》系列的第一个版本，这款游戏与《生化危机》系列有很大的不同，取代了前作的第三人称视角，取而代之的是第一人称视角。该游戏的日本和欧洲版本与Namco的GunCon / G-Con 45光枪兼容，使其成为首批光枪游戏之一，而由于射击游戏被部分归咎于当时最近的哥伦拜恩校园事件的动机，因此光枪兼容性在北美版本中被删除。该系列的下一部作品是《槍下遊魂2 生化危機 聖女密碼》。

## 概述
本作是一部采用《生化危机》和《恐龙危机》世界观的外传作品，玩法类似于第一人称射击游戏，只是使用了枪形控制器来移动。于2000年1月27日在PlayStation上发布。
本作為生存遊戲系列的第一部作品。描述一个失去记忆的神秘青年，打算逃离成为第二座浣熊市的“西納岛”。虽然是衍生作品，但主要部分的事件是在《生化危机0 》的序章中介绍的。特点是每个阶段都有许多路线分支。在游戏手册和游戏开始时的公告中写道，“我只能理解一件事，这把枪是我唯一的办法。”“这把枪会指引我，这把枪会让我活下去。”“我会活下来……”和“我的希望就是这把枪”，强调了生存遊戲系列作为与以前的生化危机系列不同的射击游戏的特点。
除了快速搜索功能，通过快速按两次A或B按钮立即切换视点到附近的敌人和物品，摇杆只有在将光枪移开屏幕时才有效，用来移动。
以游戏中的档案为准，故事发生时间为1998年11月下旬。
遊戲中的西納岛是安布雷拉为了建造研究设施而购买的欧洲孤岛。因此，大多数岛民都是隶属于安布雷拉或受雇于安布雷拉 的人。大多数岛民都被迫生活在安布雷拉的霸权主义中。岛上有一座巨大的安布雷拉建筑，山路后面的洋馆地下隐藏着一座生化工厂、地铁、直升机场。11月22日，浣熊市倒塌后的第二天全镇陷入恐慌，文森特的暴政导致生化危机袭击了该岛，本作故事从11月25日开始。

## 登场人物
阿克·湯普森
配音 - Patrick Harlan
本作主角。私家侦探，正义感很强的青年。
他擅长使用枪支，也擅长驾驶直升机。
与生化危机 2主角里昂·S·肯尼迪的朋友。
浣熊市事件发生后，他受里昂·S·肯尼迪的委托，调查西納岛上的安布雷拉研究所。
然而，当他被文森特发现后迅速偷了一架直升机试图逃跑，但最终直升机坠毁逃跑失败。坠毁的冲击使他失去了记忆。
在逃跑的过程中，由于种种原因，他坚信自己就是“凶手文森特”，但最终他恢复了记忆，成功逃离了西納岛。
之后行踪不明。

文森特·戈德曼
西納岛安布雷拉研究设施的指挥官。
他虽然是优秀的科学家，但性格却很残忍，也很自私。
不介意为了研究而杀人的疯狂科学家。
那种残忍程度，似乎是在被分配到西納岛之前，在安布雷拉总部就表现出来了。
从洛特那里知道岛上的居民想控告他，便在岛上散播了T病毒，使用生物武器来灭口。
如果有人逃跑便会伪造成集体自杀，实际上都被他用手枪一个个的处决了。
游戏一开始他从直升机上摔下来，带着一张阿克员工身份证晕倒（这张员工身份证是阿克在逃跑时掉落的，被文森特捡到了）。
在最后被自己释放的超级生化武器杀死。
但根据选择的路线的不同，安迪或UT指挥官将代替文森特出现并被杀死。
在游戏过程中获得文件可以让你一窥文森特的残忍（游戏中有一个场景，播放着他母亲声音的磁带，他的母亲恳求他不要这么残忍）。

安迪·霍兰德
西納岛的下水道管理员。
他大部分时间都没有离开过下水道控制室。
個性古怪，爱好是拍摄流入下水道的城市垃圾。
受安布雷拉雇佣来管理一个过时的污水系统。
直到生化危机发生，他自己才知道安布雷拉的真相，之后可能是受了刺激他就像疯了一样。

UT (Under Taker) 指挥官
安布雷拉证据销毁小队（俗称安布雷拉清洁工）指挥官。
他的任务是在屠杀了所有人类和其他生物后，炸毁岛屿并销毁证据。
所有成员都是被称为UT单位的生化武器，只有他是人类。他的性格看似冷酷无情，很容易处理涉及到杀人的任务，但因为个人的信息几乎没有所以无法知道真正的性格。

洛特·克莱恩
阿克遇到的少数幸存者之一。12 岁。
他手持金属球棒，能勇敢的保护妹妹。
在安布雷拉研究机构工作的父亲的影响下，开始信奉安布雷拉霸权主义。就是他将阿克的行踪向文森特告的密。
然而由于他的告密，文森特人为地造成了生化危机，他的父母也变成了丧尸，小岛变成了第二个浣熊市。
虽然一开始把阿克误认为是敌人，但最终还是和解了。最后与恢复记忆的阿克和妹妹莉莉从西納岛逃了出来。

莉莉·克莱恩
阿克遇到的少数幸存者之一。 8岁，洛特的妹妹。
和哥哥一样，一开始将阿克误认为是敌人，因此受到了不少不必要的惊吓。
在已经丧尸化父母的最后要求下，他躲进了安布雷拉大楼，保证了安全。

## 備註
1. ↑  Three critics of Electronic Gaming Monthly gave the PlayStation version each a score of 3.5/10, 5/10, and 4/10.